# 中眼巽他銀魚
中眼巽他銀魚為輻鰭魚綱鲱形目鲱科的其中一種，分布於亞洲印尼婆羅洲巴里多河流域，體長可達3公分，棲息在沙泥底質溪流淺水域，生活習性不明。

## 擴展閱讀
維基物種上的相關：中眼巽他銀魚